# Zazie
Pour les articles homonymes, voir Zazie (homonymie).
Ne doit pas être confondu avec Zaz (chanteuse) ou Zazie Beetz.
Pour les autres membres de la famille, voir Famille de Truchis de Varennes.
Isabelle de Truchis de Varennes, dite Zazie, née le 18 avril 1964 à Boulogne-Billancourt (Hauts-de-Seine), est une auteure-compositrice-interprète et mannequin française.

## Biographie
Isabelle Marie Anne de Truchis de Varennes est née le 18 avril 1964 à Boulogne-Billancourt, d'Hervé de Truchis de Varennes (né en 1935), architecte urbaniste, et de Jacqueline Caussé, professeur de musique, pianiste émérite et choriste du chef d'orchestre suisse Michel Corboz. Elle a un frère aîné, Philippe, dit Phil Baron, né en 1962, musicien, compositeur, écrivain et photographe. L'écrivain et historien Albéric de Truchis de Varennes était son arrière-grand-oncle.
Son père Hervé de Truchis de Varennes fait partie de la noblesse française. Sa famille est installée entre la Bresse et le Bugey.
Surnommée « Zazie » en référence au roman de Raymond Queneau, Zazie dans le métro,, elle affirme très tôt son penchant pour le domaine artistique. À la maison, elle et sa famille écoutent les « 3 B » (Brassens, Brel et Barbara) et de la musique classique.[réf. souhaitée]
Zazie a pratiqué le violon pendant dix ans, un peu de piano et de guitare. Sa prédilection pour l'écriture s'affirme petit à petit.[réf. souhaitée]
Elle grandit à Boulogne-Billancourt et étudie au lycée Molière (16e arrondissement de Paris).

## Carrière

### Débuts et premiers succès (1991-1994)
Après l'obtention d'un baccalauréat littéraire à 16 ans,[réf. souhaitée] elle entame trois ans d'études de kinésithérapeute[réf. souhaitée] puis de langues étrangères appliquées (anglais, espagnol et japonais)[réf. souhaitée], mais consacre son temps libre à son synthétiseur.[réf. souhaitée] Elle se lance ensuite, du haut de son 1,76 m, dans le mannequinat et, pendant une dizaine d'années, défile aussi bien pour des marques de maillots de bain et de prêt-à-porter que pour de grands noms de la haute couture tels que Yves Saint Laurent, Karl Lagerfeld ou Kenzo. Mais l'univers de la mode n'est qu'une ressource alimentaire, elle n'y fait pas une grande carrière et sa passion reste la musique.
Grâce à une amie mannequin et musicienne, Zazie a l'occasion de faire partie des chœurs sur un titre du chanteur Fabrice Guinar[réf. souhaitée]. Elle apparaît pour la première fois à la télévision en 1986 avec Alain Lanty puis accompagne au saxophone Pierre Cosso. Elle prête également sa voix pour des publicités à la radio (Opel, Cochonou, Martini) et à la télévision (L'Oréal, St Môret, etc.), et Les Nuls font appel à elle pour la chanson d'une fausse publicité. On peut aussi l'apercevoir en choriste d'Alain Chamfort et de Véronique Sanson dans Les Nuls l'émission, no 20 le 2 mars 1991 et de Boy George dans l'émission Le monde est à vous sur Antenne 2, toujours en 1991.
Ce n'est qu'en 1990 que Zazie tente réellement de se lancer dans la chanson, encouragée par Étienne Roda-Gil. Elle signe en 1991 chez Phonogram et publie en 1992 Je, tu, ils, son premier album, enregistré dans les studios de son idole Peter Gabriel. Elle en écrit quasiment tous les textes et participe à la composition. « L'écriture de ses textes, ciselée et subtile, transcende le caractère parfois convenu du message. À preuve, elle devient vite une auteure prisée par » des artistes comme Pascal Obispo, encore méconnu (sur le titre 1, 2, 3, Soleil), ou Vincent-Marie Bouvot, connu pour son travail de composition pour Julie Pietri et Elsa Lunghini. Le premier single, Sucré Salé, permet à Zazie de se faire remarquer et d'intégrer le Top 50 ; Zazie est alors sacrée Révélation féminine aux Victoires de la musique. Et même si ce premier album ne rencontre finalement qu'un succès d'estime, la carrière de la chanteuse est lancée.

### Reconnaissance (1995-1999)
Le deuxième album Zen sort en 1995. Tous les textes sont signés Zazie et chacun des extraits connaîtra le succès : Larsen, Zen, Un point c'est toi et Homme sweet homme. Plus abouti, cet album se vend à plus de 500 000 exemplaires. Après une Victoire de la musique pour le clip de Larsen, elle fait salle comble à la Cigale, et sa tournée Zazie est en ville remporte un franc succès. Désormais, sa notoriété lui permettra d'écrire et de composer pour d'autres artistes comme Julie Zenatti, Florent Pagny, Johnny Hallyday, Jane Birkin, Patricia Kaas, Isabelle Boulay, David Hallyday, Calogero, Axel Bauer et Christophe Willem. La même année, elle enregistre un titre pour Sol en Si avec Alain Chamfort avant de rejoindre l'équipe en 1997 pour une série de concerts.
En 1996, paraît un duo avec Pascal Obispo, Les Meilleurs Ennemis, extrait de l'album de ce dernier, Superflu, dans lequel elle participe à l'écriture et aux chœurs (tout comme pour les deux premiers albums du chanteur, dont les chansons Plus que tout au monde et L'île aux oiseaux). Elle enregistre également Rose avec Dominique Dalcan (bande originale de Ma vie en rose, sorti en 1997), Chanson des baleines de parapluie (pour la nouvelle version d'Émilie Jolie), compose la musique du film Tout doit disparaître, et intègre Les Enfoirés. Elle est alors consacrée aux Victoires de la Musique de 1998 en recevant la Victoire de l'artiste interprète féminine.
Elle présente ensuite l'album Made in Love, considéré comme celui de la maturité. Elle ne collabore plus avec Pascal Obispo mais compose elle-même toutes les musiques (sauf pour Chanson d'ami) et écrit toutes les paroles. Plus sombre, cet album, lancé par le single Tous des anges, fait l'objet d'une promotion originale : l'intégralité de l'album fut diffusée sur TF1 à 2 h du matin (à l'image, on peut voir le plan fixe d'un poste de radio). Le clip de Ça fait mal et ça fait rien, jugé trop violent, est censuré, et seul Tout le monde connaît un véritable succès. L'album se vend à plus de 400 000 exemplaires.
Elle est remarquée au début de 1999 dans le film de Didier Le Pêcheur, J'aimerais pas crever un dimanche, aux côtés d'Élodie Bouchez et de Jean-Marc Barr. Mais c'est sur scène avec Le Tour des Anges que Zazie rencontre le plus de succès, avec plus de 70 dates, ainsi qu'une mini-tournée en Asie (Birmanie, Cambodge, Viêt Nam et Singapour). La tournée est immortalisée sur l'album et le DVD Made in Live.

### Poursuite du succès (années 2000)

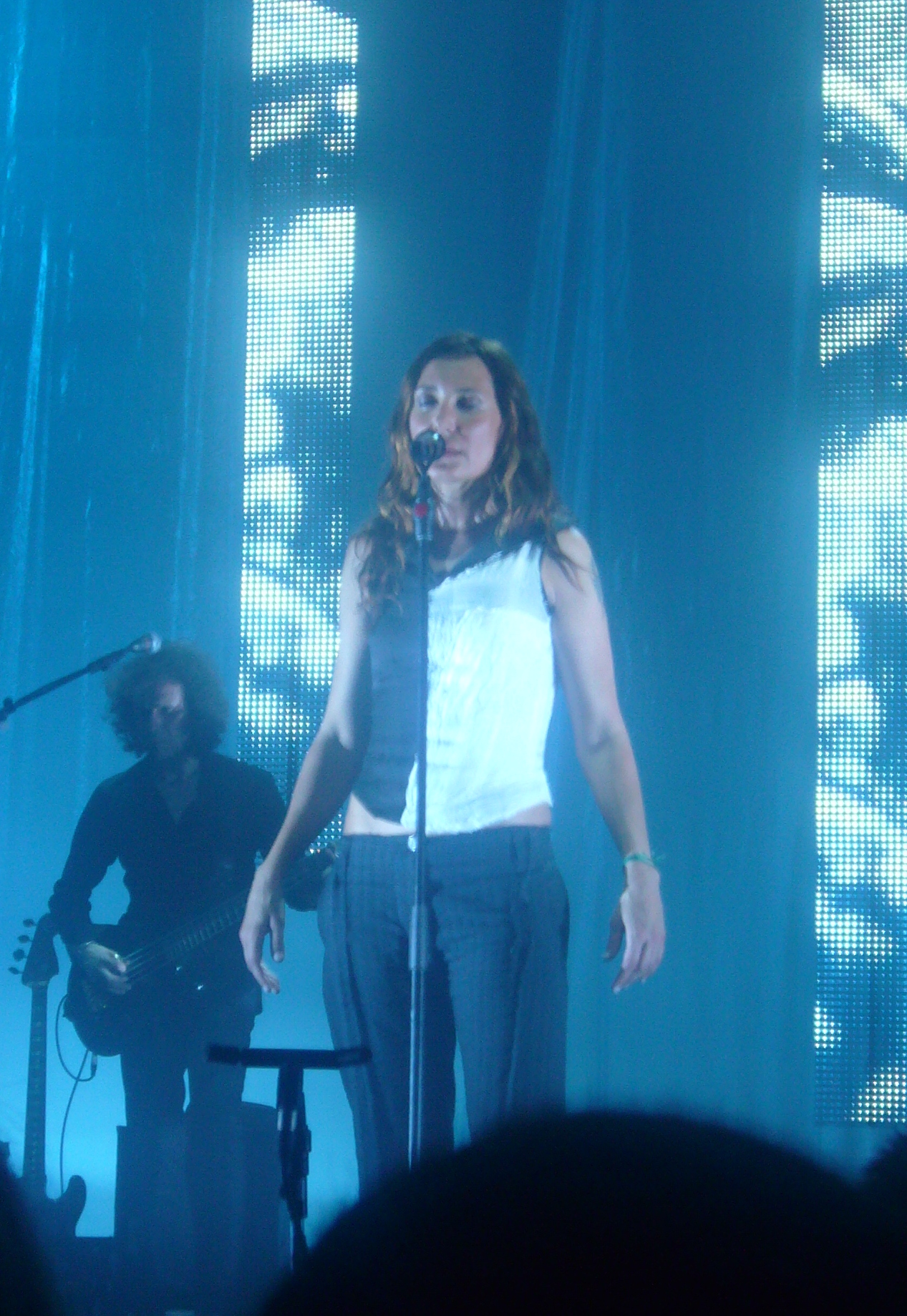
Zazie en 2007 lors d'un concert à Bruxelles, en Belgique.

Après une courte absence, elle réapparaît lors des concerts de ses amis auxquels elle participe. Elle chante en duo avec Axel Bauer le titre À ma place qui, avec plus de 580 000 exemplaires vendus, se hisse au sommet des charts de l'été 2001 et se voit récompensée par un NRJ music award. En octobre 2001, paraît l'album La Zizanie, lancé par le single Rue de la Paix. Ce titre, dans lequel elle compare la société à un jeu de Monopoly, rencontre également un grand succès, tout comme le suivant, Adam et Yves. Pour ce quatrième album, Zazie change d'équipe : seul Pierre Jaconelli est toujours présent pour la réalisation. Les ventes de cet album atteignent les 500 000 exemplaires. Les places pour une série de concerts au Bataclan sont rapidement vendues, avant que les dates ne soient repoussées à l'année suivante car la chanteuse attend un enfant.
Après avoir décroché une nouvelle Victoire de la Musique (artiste de l'année), elle donne naissance en août à sa fille, Lola. Au début de 2003, Zazie « squatte le Bataclan » (retracé dans le CD/DVD Ze Live !!) et part en tournée dans toute la France. Par la suite, Rodéo, son cinquième album, sort le 22 novembre 2004, accompagné du DVD Rodéo Indien où figurent dix clips tournés à Bombay. Plus pop, les compositions sont signées Jean-Pierre Pilot, Philippe Paradis et Zazie. L'album atteint rapidement les 400 000 ventes sans qu'aucun single extrait n'ait connu de véritable succès. Elle part en tournée de juin à septembre 2005 en passant entre autres par Bercy et sort dans la foulée son troisième album live, Rodéo Tour. En 2006, elle remporte le prix du meilleur "Spectacle musical/tournée/concert" aux 21e Victoires de la musique.
Son sixième album, Totem, sort le 12 février 2007 et se classe directement no 1 des ventes avec plus de 50 000 exemplaires écoulés en une semaine, lancé par le single Des rails. Le deuxième single, Je suis un homme, rencontre un grand succès et permet à l'album de s'écouler à plus de 350 000 exemplaires. Elle entame une tournée le 1er juin 2007, avec notamment quatre dates au Zénith de Paris et deux au Forest National de Bruxelles. L'année 2007 s'avère être une année très lucrative : avec 1,38 million d'euros, elle est la chanteuse qui a gagné le plus d'argent en 2007 et se classe en cinquième position parmi les artistes français.
Au début de 2008, le Totem Tour se poursuit dans des salles plus intimistes, dont une date exceptionnelle à Londres, au Shepherds Bush Empire, et deux soirs à la Cigale. À la même époque, elle est l'artiste la plus nommée aux Victoires de la musique avec une nomination dans cinq catégories : artiste féminine, album de variétés, tournée, chanson et clip de l'année (pour Je suis un homme). Toutefois, elle repart sans aucune récompense mais voit la chanson Double Je de Christophe Willem, dont elle a signé les paroles, rafler la Victoire de la Chanson de l'année. Le 17 novembre 2008 sort sa première compilation. Zest of regroupe une sélection de 36 titres retraçant les 16 ans de carrière de la chanteuse, dont deux inédits, FM Air et Un peu beaucoup, ainsi que quatre titres live captés pendant sa dernière tournée.

### Années 2010
En septembre 2010, Zazie revient avec une création musicale différente des précédentes. Pour son septième album, elle se lance dans un vaste projet, 7 qui se compose de sept mini-albums de sept chansons chacun (en fait six de chansons et un proposant les vidéos de sept des 42 nouvelles chansons). La sortie de cet opus se fait en plusieurs étapes : après un CD de 14 titres extraits du projet global, paraissent progressivement sur internet les sept mini-albums à raison d'un par semaine. Un coffret contenant l'intégralité des 49 titres sort ensuite dans les bacs le 29 novembre. S'ensuit une longue tournée à travers la France de 110 dates d'avril 2011 à février 2012.
Le huitième album de Zazie, Cyclo, paraît au printemps 2013. L'album, réalisé par Olivier Coursier du groupe AaRON et mixé par Tony Hoffer, est soutenu par les titres Les contraires, Mobile homme, 20 ans et Temps plus vieux, sont disponibles sur le site officiel de la chanteuse. Une tournée de 18 dates, Cyclo Tour, commence le 12 novembre à Dijon pour se terminer le 14 décembre à Genève.

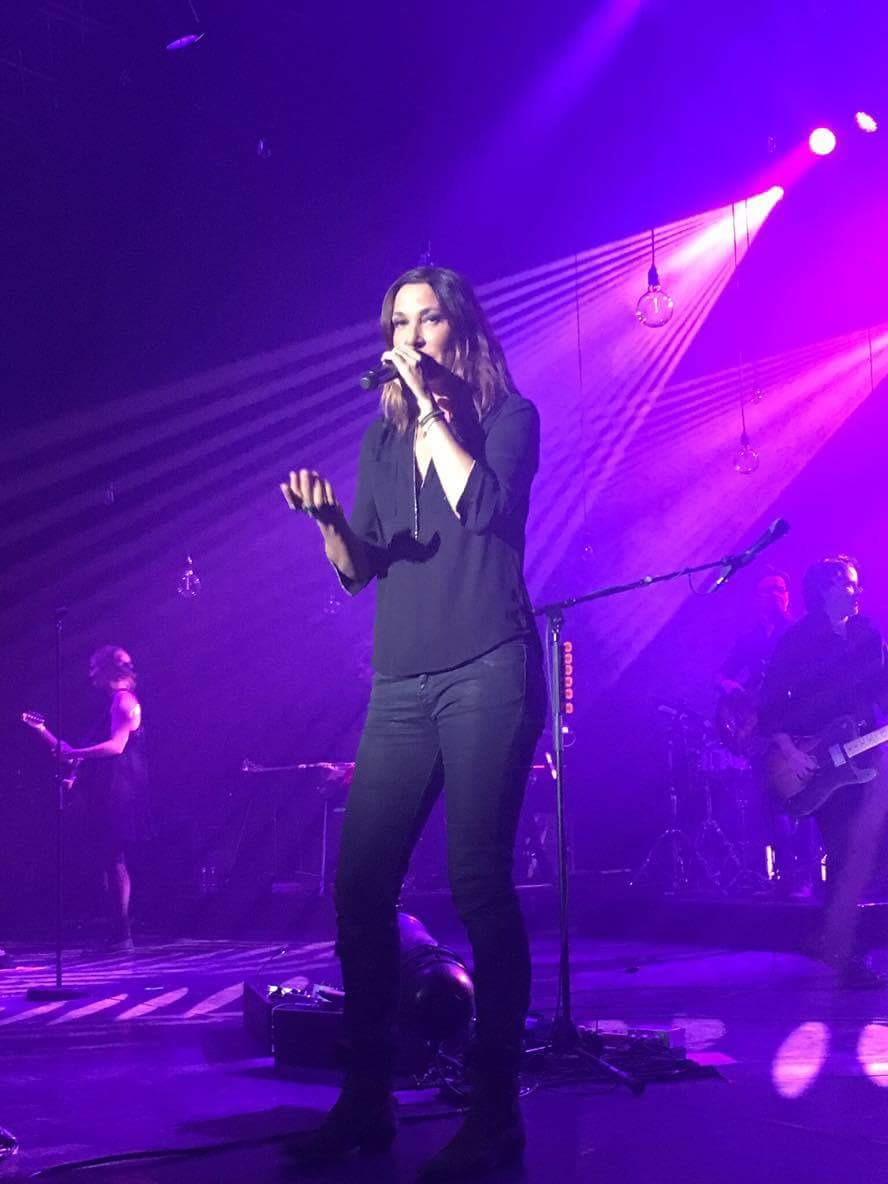
Zazie en concert à Strasbourg le 8 décembre 2016, dans le cadre de sa tournée L'Heureux Tour.

En 2014, Zazie fait partie, aux côtés d'Orelsan, de Pascale Clark, Didier Varrod et de quatre autres professionnels du jury du radio-crochet de France Inter On a les moyens de vous faire chanter. Le radio-crochet est à l'antenne jusqu'au 21 juin, jour de la finale en direct de l'Olympia. La même année, elle travaille avec Hélène Ségara sur son album Tout commence aujourd'hui.
Le 19 juin 2015, elle présente un nouveau single, Discold, premier extrait de l'album Encore heureux, qui paraît le 30 octobre. Réalisé avec Philippe Paradis et Édith Fambuena, l'album est certifié disque d'or. Zazie entame alors une nouvelle tournée de près de 80 dates qui débute au Théâtre de l'Onde à Vélizy le 20 février 2016, L'Heureux Tour, qui passe notamment par les Folies Bergère pour une série de douze concerts, s'achève le 15 décembre au Bataclan.
Parallèlement, Zazie dévoile le 4 novembre 2016 sa première compilation intégrale, présentée sous la forme d'un luxueux coffret et contenant l'ensemble de ses neuf albums studio ainsi que des titres inédits et rares.
En 2016, elle co-écrit les chansons de la comédie musicale Le Rouge et le Noir, produite par Albert Cohen.
Le 28 mars 2017, Zazie rejoint la société de management #NP, créée par Pascal Nègre en 2016.
En 2017, Zazie intègre le casting du jury présidé par Jacques Weber pour la neuvième édition du festival international du film policier. Le festival a lieu du 29 mars au 2 avril à Beaune, le jury a pour mission de départager six films en compétition.
Zazie participe à un album rendant hommage à Barbara. Ce nouveau disque intitulé Elles & Barbara est produit par Édith Fambuena avec qui Zazie avait déjà travaillé sur son dernier album Encore heureux. Dans cet album, Zazie interprète La solitude. Elles & Barbara est disponible à partir du 9 juin 2017, jour où Barbara aurait fêté ses 87 ans.

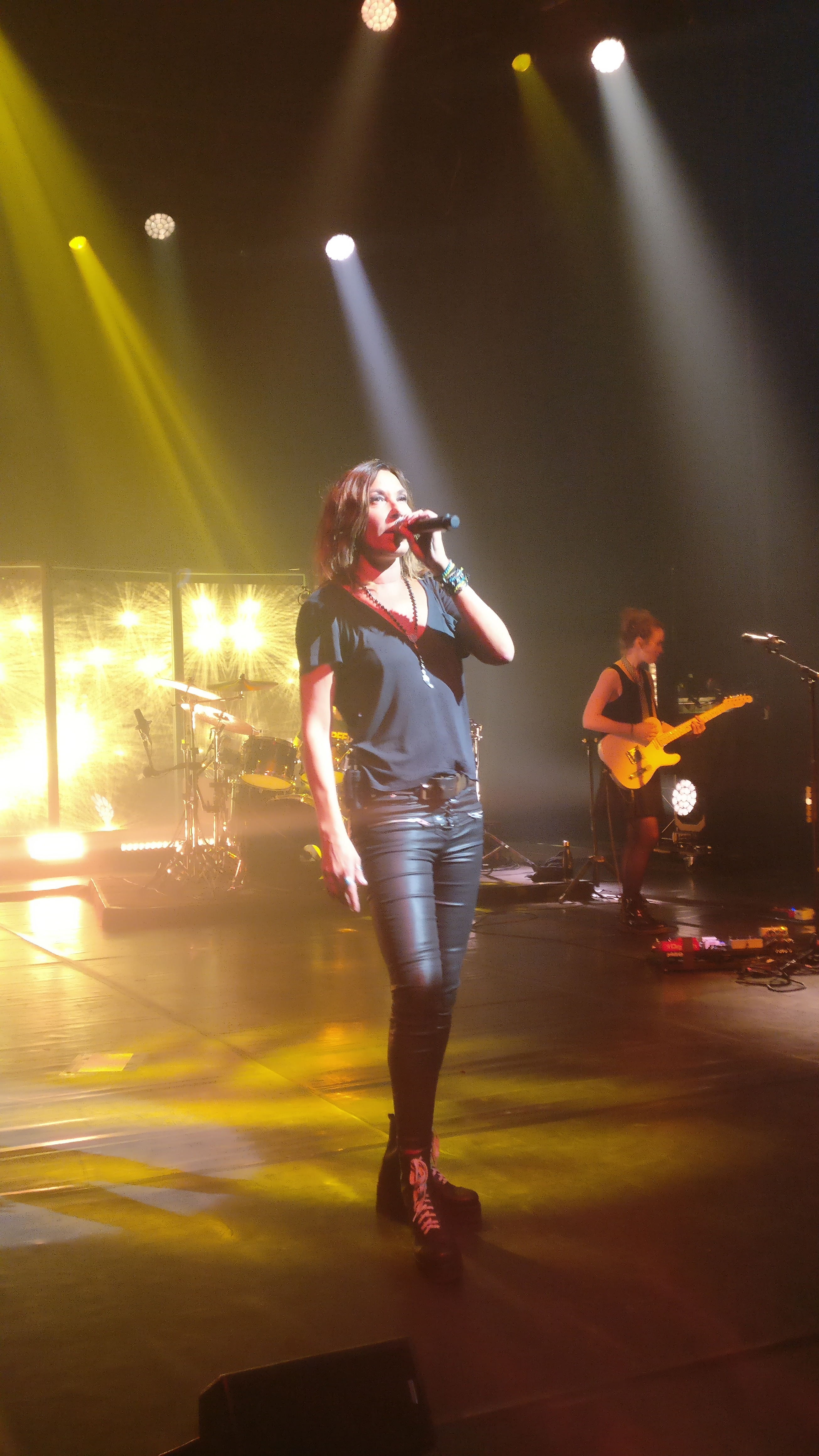
Zazie en concert à Strasbourg le 8 décembre 2019, dans le cadre de sa tournée L'Essenciel Tour.

Le conte musical Le Soldat Rose revient en 2017 pour un troisième volet, onze ans après Le Soldat Rose 1 qui avait été un immense succès. Le Soldat Rose 3 est à nouveau écrit par Pierre-Dominique Burgaud, mais le casting est différent puisque c'est Alain Souchon et ses fils qui ont composé les douze chansons du conte. Renan Luce incarnera le Soldat Rose, Zazie fait également partie du casting. Une représentation est attendue le 22 novembre 2017 à l'Olympia et l'album incluant les douze nouvelles chansons sortira le 24 novembre.
Le 13 novembre 2017, le label indépendant Six et Sept, fondé et présidé par Pascal Nègre, annonce la signature de Zazie.
En 2018, Zazie écrit la chanson OK ou KO, interprétée par Emmy Liyana lors de l'émission Destination Eurovision.
Le 24 mai 2018 marque le retour de Zazie qui présente le single Speed, ; Zazie signe une nouvelle fois le texte de sa chanson. Pour la composition, l'artiste s'est entourée d'Édith Fambuena. Speed est le premier extrait de son dixième album studio, Essenciel, sorti le 7 septembre 2018. Le 5 octobre, le SNEP annonce que le disque est certifié disque d'or puis disque de platine avec plus de 100 000 copies écoulées le 15 février 2019. Elle entame, à partir de mars 2019 sa nouvelle tournée baptisée l'Essenciel Tour.

### Années 2020
Pendant la crise sanitaire, en soutien au personnel soignant, Zazie dévoile le titre Après la pluie. L'intégralité des droits sont reversés à la Croix-Rouge.

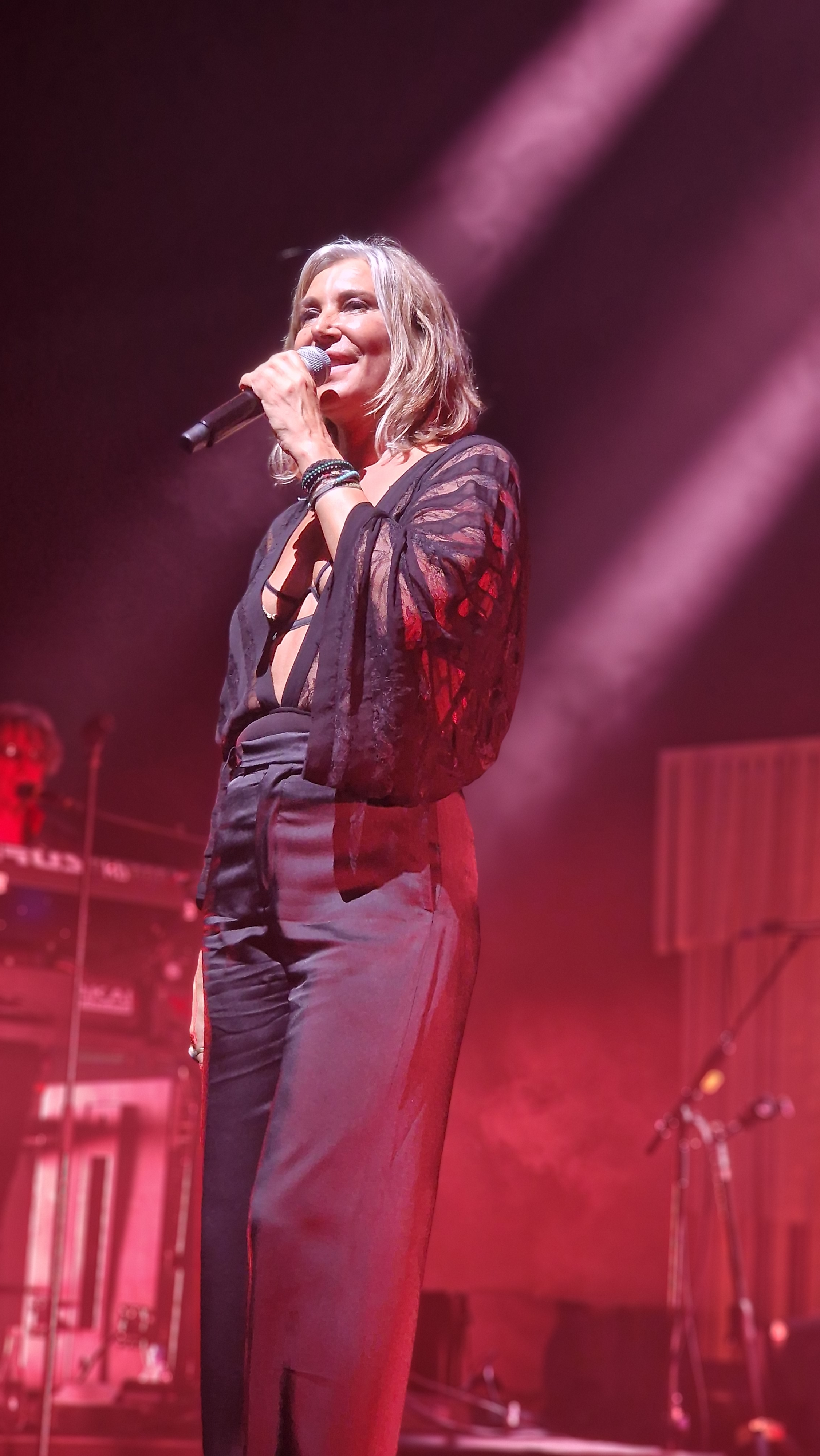
Zazie en concert à Antibes le 4 juin 2023, dans le cadre du Air Tour.

En 2022, l'artiste annonce la préparation d'un onzième disque studio précédé par la sortie du single Let It Shine dévoilé le 1er juillet. Si elle signe comme à l'accoutumée le texte de la chanson, Zazie réitère sa collaboration avec Édith Fambuena pour la composition. Avant la parution de l'album, l'artiste dévoile un EP surprise composé de quatre pistes. Pour son retour, Zazie retrouve notamment le musicien et producteur Jean-Pierre Pilot avec qui elle avait déjà collaboré par le passé sur les albums La Zizanie, Rodéo et Totem.
Son onzième album intitulé Aile-P sort le 2 décembre 2022. Enrichi de huit pistes, il inclut notamment les quatre pistes de l'EP dévoilé en septembre. Pour son retour, Zazie a souhaité jouer avec les formats historiques du l’industrie musicale (Single / EP / LP). Un travail qui se comprend aussi à travers le visuel, dézoomé au fur et à mesure des formats dévoilés. Dans une note d'intention présentant le projet, il est indiqué que Zazie livre avec Aile-P une conclusion temporaire.
En mai 2023, Zazie lance les festivités de sa nouvelle tournée baptisée le Zazie Air Tour à l'occasion du Before joué pour trois dates à La Maroquinerie. Pour la première fois depuis le Cyclo Tour en 2013, l'artiste fera escale dans les Zéniths de France et au Forest National, à Bruxelles, avant de plébisciter les théâtres et des salles plus intimistes en 2024.
Le 18 août 2023, Zazie et Vianney dévoilent une chanson en duo intitulée "Comment on fait". Celle-ci a été co-écrite et co-composée par les deux artistes qui se sont véritablement rencontrés au cours de la 12e saison du télé-crochet The Voice. Le single figure à la tracklist d'Air, le onzième album intégral de Zazie enrichi de 4 pistes.
Le 9 février 2024, Zazie est la Présidente d'honneur de la 39e cérémonie des Victoires de la Musique. Elle succède ainsi à Calogero et est la première artiste féminine à endosser ce rôle.[réf. souhaitée]

## Télévision
En 2009, elle participe à l'émission Rendez-vous en terre inconnue chez les Korowai en Papouasie occidentale.
Zazie est présente pour le show Alors on chante célébrant les 20 ans du Sidaction, diffusé le 28 novembre 2014, et Les Enfoirés en chœur, diffusé sur TF1 le 12 décembre 2014, émission dans laquelle plusieurs artistes s'affrontent en deux équipes dans un quiz sur les Enfoirés.
En 2015, lors de la quatrième saison, Zazie devient coach de l'émission à succès de TF1, The Voice, la plus belle voix avec Jenifer, Mika et Florent Pagny. Son finaliste Lilian Renaud remporte la saison. Elle reste coach pour les saisons 5, 6 et 7 et la saison All Stars. Lors de la saison 7, sa finaliste Maëlle remporte le concours. En 2018, Zazie annonce qu'elle quitte The Voice afin de se consacrer à son nouvel album. Elle est de retour pour la saison anniversaire en 2021 a retrouvé son fauteuil depuis la 12e saison diffusée en 2023. Son talent finaliste, Aurélien Vivos, remporte cette douzième édition. Elle remporte la saison suivante avec Alphonse.Avec quatre victoires à son actif, Zazie est la deuxième coach la plus primée de l'émission, derrière Florent Pagny (1ere ex æquo si on exclut la  saison All Stars ).

## Vie privée

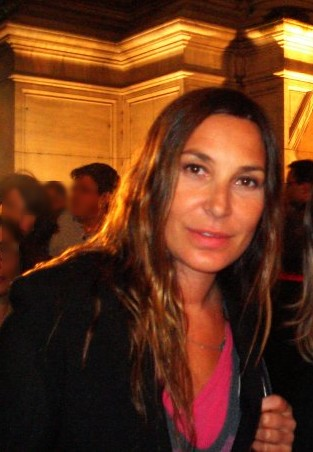
Zazie le 6 octobre 2009.

Zazie a une fille, Lola, née le 16 août 2002, de son union avec le musicien Fabien Cahen. Séparée de celui-ci, elle a aussi vécu avec le musicien Philippe Paradis ; le couple se sépare en septembre 2015.
En 2022, la chanteuse est contrainte de déménager de son appartement à Paris en raison de problèmes avec des voisins qui lui reprochent les trop nombreuses nuisances sonores, un sujet évoqué (avec humour) dans sa chanson Let It Shine.

## Engagements

### Politique
Engagée à gauche, elle soutient, au premier tour de l'élection présidentielle française de 2012, la candidature de Jean-Luc Mélenchon ; elle vote en faveur de François Hollande lors du second tour.

### Œuvres caritatives
Zazie participe à plusieurs œuvres caritatives depuis de nombreuses années : elle est fidèle aux Enfoirés depuis 1997 ainsi qu'à l'association Sol En Si depuis 1995, pour laquelle elle a écrit le conte musical Sol En Cirque en 2003 avec Vincent Baguian et Jean-Marie Leau.
Outre les grandes associations caritatives, la chanteuse a l'habitude d'apporter son soutien à diverses causes par l'intermédiaire de la chanson ou non.
Depuis 2012, elle est ambassadrice, aux côtés de Caterina Murino, Laura Flessel, Béatrice Schönberg et Aïssa Maïga entre autres, de la campagne France Stand Up For African Mothers de l'AMREF Flying Doctors, qui vise à former des sages-femmes pour lutter contre la mortalité maternelle et infantile en Afrique.
Elle se montre sensible aux questions environnementales, dans certaines de ses chansons. En 2017, Zazie est aussi la marraine de la Traversée Bleue : « Bougeons pour faire connaître l'autisme ! »[source secondaire nécessaire].
Artiste fidèle du Téléthon, Zazie est la marraine de sa 31e édition, les 8 et 9 décembre 2017[source secondaire nécessaire].

## Discographie

### Albums studios
- 1992 : Je, tu, ils (50 000 exemplaires vendus)
- 1995 : Zen (500 000 exemplaires vendus)[11]
- 1998 : Made in Love (400 000 exemplaires vendus)[11]
- 2001 : La Zizanie (530 000 exemplaires vendus)[11]
- 2004 : Rodéo (400 000 exemplaires vendus)[11]
- 2007 : Totem (350 000 exemplaires vendus)[11]
- 2010 : Za7ie (150 000 exemplaires vendus)[48]
- 2013 : Cyclo (80 000 exemplaires vendus)[48],[49]
- 2015 : Encore heureux (65 000 exemplaires vendus)
- 2018 : Essenciel (120 000 exemplaires vendus)[50]
- 2022 : Aile-P / 2023 : AIR

### Albums Live
- 1999 : Made in Live (100 000 exemplaires vendus)
- 2003 : Ze Live !! (120 000 exemplaires vendus)
- 2006 : Rodéo Tour (55 000 exemplaires vendus)

### Compilations de l'artiste
- 2008 : Zest of (230 000 exemplaires vendus)[51]
- 2016 : Intégrale enregistrements studio
- 2016 : L'IntégraRe

### Autres compilations
- 2015 : Les 50 plus belles chansons

### Critiques
Selon l'historien spécialiste de la chanson Yves Borowice : « Zazie a réussi dans la pop mâtinée d'électronique ce que d'autres ont accompli dans le rap : un mélange de musique qui séduit les jeunes et de textes consensuels de qualité, qui rassurent les parents et ravissent les critiques. On attendra peut-être encore un peu avant de suivre l'enthousiaste Maxime Le Forestier, qui la sacre « Barbara de sa génération ». »

## Tournées
- 1996 : Zazie est en ville
- 1998/1999 : Le Tour des Anges
- 2003 : Zazie sème la Zizanie
- 2005 : Rodéo Tour
- 2007/2008 : Totem Tour
- 2011/2012 : Za7ie en tournée
- 2013 : Cyclo Tour
- 2016 : L'Heureux Tour
- 2019/2020 : Zaziessenciel Tour
- 2023 : Zazieairtour
- 2024 : Nouvel Air Tour

## Filmographie

### Cinéma
- 1999 : J'aimerais pas crever un dimanche de Didier Le Pêcheur

### Court-métrage
- 2011 : Avec mon p'tit bouquet de Stéphane Mercurio

## Distinctions
- Chevalière de l'ordre national du Mérite (2004)[52]
- Officière de l'ordre des Arts et des Lettres (2021)[53]

Zazie a remporté au total six Victoires de la musique, ce qui fait d'elle l'une des artistes françaises les plus primées.

### En tant qu'interprète
- Victoires de la musique :
  - Meilleur espoir féminin (1993)
  - Meilleur clip : Larsen, réalisé par Philippe André (1996)
  - Artiste interprète féminine de l'année (1998)
  - Artiste interprète féminine (2002)
  - Spectacle musical, tournée, concert (2006)
- NRJ Music Awards :
  - Meilleure chanson francophone (2002) avec Axel Bauer pour À ma place
- Autres :
  - Prix Raoul-Breton décerné par la SACEM en 1999
  - Dance d'or pour son single Tout le Monde en 1999
  - Trophée Femme en or, catégorie spectacle
  - Chevalier des Arts et des Lettres par le ministre de la Culture, à l'occasion de la 22e Fête de la musique en 2003[54]
  - Prix d'honneur à la septième cérémonie de la création musicale en 2017
  - Prix Spécial de la SACEM qui vient récompenser une carrière en 2023[55]

### En tant qu'auteure
- Victoires de la musique :
  - Chanson originale de l'année (2008) avec Double je (chanson de Christophe Willem écrite et composée par Zazie)

## Chansons écrites pour d'autres artistes
- Où est l'élue ? pour Pascal Obispo figurant sur son album Un jour comme aujourd'hui paru en 1994
- Eléa, Les meilleurs ennemis et Le meilleur reste à venir en duo avec Pascal Obispo figurant sur son album Superflu paru en 1996
- Je compte jusqu’à toi pour Patricia Kaas figurant sur son album Dans ma chair paru en 1997
- Combien ça va pour Florent Pagny figurant sur son album Savoir aimer paru en 1997
- C'est comme ça pour Jane Birkin figurant sur son album A la légère paru en 1998
- Plus près de vous, Allumer le feu et C'est la vie qui veut ça pour Johnny Hallyday figurant sur son album Ce que je sais paru en 1998
- L'amour dans l'âme et L'héroïne de cette histoire pour Isabelle Boulay figurant sur son album États d'amour paru en 1998
- Devant toi pour Calogero figurant sur son album Au milieu des autres paru en 1999
- J'attends de nous pour Patricia Kaas figurant sur son album Le mot de passe paru en 1999
- Ça n'est pas tout, J'attends que ça morde pour David Hallyday figurant sur son album Un paradis/Un enfer paru en 1999
- Ce qu'il me reste de toi pour Julie Zenatti figurant sur son album Fragile paru en 2000
- Le poids de mes maux pour Johnny Hallyday figurant sur son album Sang pour sang paru en 2000
- Marche, A ma place, en duo avec Axel Bauer figurant sur on album Personne n'est parfait paru en 2001
- Il bat et Les hommes endormis pour Calogero figurant sur son album 3 paru en 2004
- La paix pour Johnny Hallyday figurant sur son album Ma vérité paru en 2005
- La passion en duo avec Fabien Cahen pour son album Marchands de loups paru en 2006
- Tous les textes de l'album Pomme C de Calogero paru en 2007.
- Jacques a dit, Quelle chance, Double Je, Safe text et Bome anatomique pour Christophe Willem figurant sur son album Inventaire paru en 2007
- La demande et Yaourt et lavabo pour Christophe Willem figurant sur son album Caféine paru en 2009
- La règle du jeu, Unisex, Lovni , La vie est belle , Procrastiner , L'Été en hiver et Allons enfants pour Christophe Willem figurant sur son album Paraît-il paru en 2014
- L'amour renfort, Tweet et Charles est stone pour Alizée figurant sur son album Blonde paru en 2014
- Genre humain et Je te pardonne pour Hélène Ségara figurant sur son album Tout commence aujourd'hui paru en 2014
- Le cœur qui cogne et Frère pour Lilian Renaud figurant sur son album Le cœur qui cogne paru en 2016
- Coauteure avec Vincent Baguian des chansons de l'opéra Rock Le Rouge et le Noir dont l'album est paru en 2016
- Vivement qu'on vive et Nos balles perdues pour Christophe Willem figurant sur son album Rio paru en 2017
- Toutes les machines ont un cœur, pour Maëlle figurant sur son premier album Maëlle paru en 2019
- Le fil de fer, pour Calogero figurant sur la réédition de son album Centre-ville paru en 2022
- Un cœur qui cogne, pour Gjon's Tears figurant dans son album The Game paru en 2023
- Mon incendie, pour Calogero figurant sur la réédition de son album A.M.O.U.R paru en 2023[réf. souhaitée]